# Трифон Пашов
Трифон Ненов Пашов е политик от БКП.

## Биография
Роден е на 31 март 1936 г. в Габрово. Завършва техникум по текстил в Габрово, където е секретар на ученическия комитет на ДСНМ. Следва задочно във ВИНС, Варна. После заминава да учи в Москва във Висшата школа на ВЛКСМ.
През 1959 г. става член на БКП, а от 1961 до 1967 г. е последователно първи секретар на ОК на ДКМС в Габрово (1961 – 1965) и секретар на ГК на БКП в Габрово (1965 – 1967). В периода 1969 – 1973 г. е секретар на ОК на БКП в Габрово. От 1973 до 1987 г. е първи секретар секретар на ОК на БКП в Габрово.
Между 1971 и 1976 г. е член на Централната контролно-ревизионна комисия на БКП. От 1981 до 1990 г. е член на ЦК на БКП.
През декември 1988 – февруари 1990 г. е министър на транспорта.